# 529
- Wikisource

| Calendário gregoriano                                                        | 529 DXXIX                       |
| Ab urbe condita                                                              | 1282                            |
| Calendário arménio                                                           | -23 – -22                       |
| Calendário bahá'í                                                            | -1315 – -1314                   |
| Calendário budista                                                           | 1073                            |
| Calendário chinês                                                            | 3225 – 3226                     |
| Calendário copta                                                             | 245 – 246                       |
| Calendário etíope                                                            | 521 – 522                       |
| Calendários hindus - Vikram Samvat - Calendário nacional indiano - Cáli Iuga | 584 – 585 450 – 451 3629 – 3630 |
| Calendário Holoceno                                                          | 10529                           |
| Calendário islâmico                                                          | 96 BH – 95 BH                   |
| Calendário judaico                                                           | 4289 – 4290                     |
| Calendário persa                                                             | 93 BP – 92 BP                   |
| Calendário rúnico                                                            | 779                             |
| Calendário solar tailandês                                                   | 1072                            |

529 (DXXIX, na numeração romana) foi um ano comum do século VI que começou numa segunda-feira, segundo o calendário juliano.  Segundo o horóscopo chinês, foi o ano do Galo.
| Ano completo                   |
| ------------------------------ |
| Ano comum com início ao sábado |

## Eventos
- Começado em 529 ou 528 e terminado em 535, é compilado o Código Justiniano ou Corpus juris civilis (Corpo de direito civil). Foi mandado publicar por ordem do imperador bizantino Justiniano I.
- Bento de Núrsia funda a Ordem de São Bento em Monte Cassino.